# جويل مون
جويل مون (بالإنجليزية: Joel Moon)‏ هو لاعب دوري الرغبي نيوزيلندي، ولد في 20 مايو 1988 في كالوندرا في أستراليا.